# Štefanová (district de Pezinok)
Štefanová (allemand : Stephansdorf) est un village de Slovaquie situé dans la région de Bratislava.

## Histoire
Première mention écrite du village en 1588.

## Démographie

### Évolution de la population
| Année:               | 1994. | 2004.   | 2014.   | 2024.    |
| -------------------- | ----- | ------- | ------- | -------- |
| Nombre de personnes: | 351   | 324     | 348     | 395      |
| Différence:          |       | -7,69 % | +7,40 % | +13,50 % |

| Année:               | 2023. | 2024.   |
| -------------------- | ----- | ------- |
| Nombre de personnes: | 402   | 395     |
| Différence:          |       | -1,74 % |